# 缝栖蛤科
缝栖蛤科（學名：Hiatellidae）是軟體動物門雙殼綱的一個科，皆為細小的海洋生活蛤類動物。
本科舊屬海螂目（Myoida），
曾被歸在真異齒下綱之下的地位未定分類。2018年的分類更新，開腹蛤總科被踢走，縫棲蛤總科與竹蟶總科合組為不等齒總目之下的貧齒蛤目。

## 屬
本科包括以下五個屬：
- Cyrtodaria Reuss, 1801
- 缝栖蛤屬 Hiatella Bosc, 1801
- Panomya Gray, 1857
- 海神蛤屬 Panopea Menard, 1807
- Saxicavella P. Fischer, 1878

## 外部連結
- Powell A. W. B., New Zealand Mollusca, William Collins Publishers Ltd, Auckland, New Zealand 1979 ISBN 0-00-216906-1